# Michael Prange

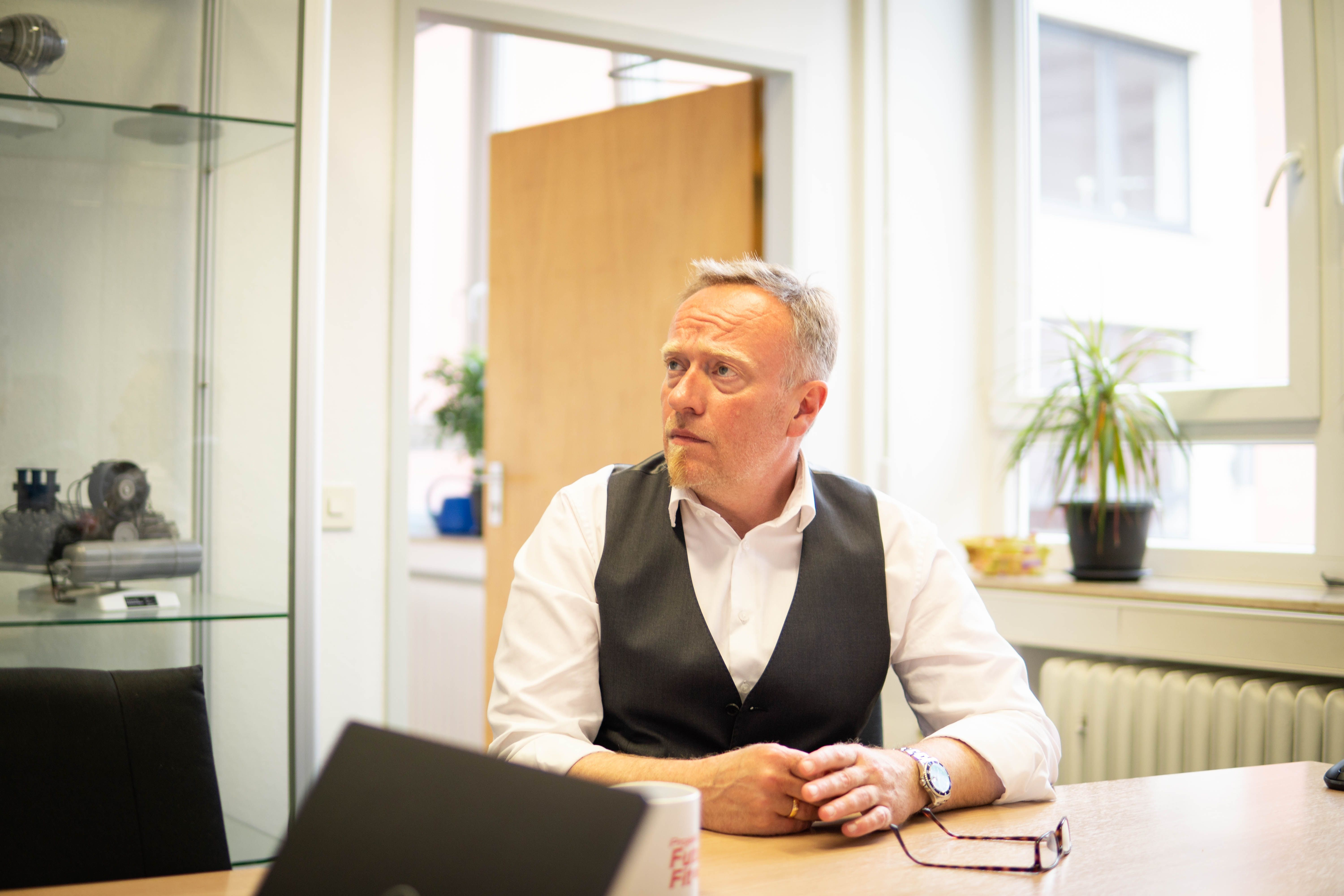
Michael Prange (2021)

Michael Prange (geboren am 6. September 1968 in Gelsenkirchen) ist ein deutscher Chemiker, Archäometallurge und Materialwissenschaftler. Er ist Professor für Angewandte Materialwissenschaften und Vizepräsident für Forschung, Entwicklung und Transfer an der Technischen Hochschule Georg Agricola. Darüber hinaus leitet er den Forschungsbereich Materialkunde sowie des Forschungslabor am Deutschen Bergbau-Museums Bochum. 

## Leben
Prange studierte von 1989 bis 1994 Chemie an der Ruhr-Universität Bochum (Abschluss Diplom-Chemiker). Von 1996 bis 1999 war er wissenschaftlicher Mitarbeiter bei der DMT-LB mbH, an den Forschungsbereichen Archäometallurgie und Montanarchäologie des Deutschen Bergbau-Museums Bochum.
In Bochum wurde er 1999 mit der Arbeit „5000 Jahre Kupfer in Oman. Vergleichende Untersuchungen des omanischen Kupfers mittels chemischer und isotopischer Analysenmethoden“ promoviert. Nach seiner Dissertation wurde Prange Projektleiter am Forschungsbereich Archäometallurgie des Deutschen Bergbau-Museums Bochum und Schriftleiter der Zeitschrift METALLA.
Von 2007 bis 2013 war Prange stellvertretender Fachbereichsleiter des materialkundlichen Labors des Deutschen Bergbau-Museums Bochum. Seit 2012 ist Prange Leiter des Forschungsbereichs Materialkunde, nachdem sein Vorgänger Stefan Brüggerhoff Direktor des DBM wurde. Im Jahr 2015 wurde Prange parallel zu seinen Funktionen beim Deutschen Bergbau-Museum Bochum als Professor für Angewandte Materialwissenschaften an die 1816 gegründete Technische Hochschule Georg Agricola berufen. Prange wurde als bester Lehrbeauftragter für besondere Aufgaben bei einem hochschulweiten Wettbewerb ausgezeichnet. Als Lehrbeauftragter lehrt Prange außerdem regelmäßig im Archäologischen Institut der Ruhr-Universität Bochum.
Im Jahr 2018 übernahm Prange weitere Verantwortung im Deutschen Bergbau-Museum Bochum. So hat er neben der Leitung des Forschungsbereichs Materialkunde und des dort angesiedelten Forschungslabors die stellvertretende Leitung der Abteilung Forschung mit insgesamt vier Forschungsbereichen. Seit 2019 ist er Vizepräsident für Forschung, Entwicklung und Transfer der Technischen Hochschule Georg Agricola und damit Leiter des Wissenschaftsbereich II (Maschinenbau und Materialwissenschaften) der Hochschule. 2020 wurde Prange wissenschaftlicher Leiter des ebenfalls an der Hochschule angesiedelten Forschungszentrums Nachbergbau. Prange ist korrespondierendes Mitglied beim Deutschen Archäologischen Institut. Prange gehört der Gesellschaft Deutscher Chemiker ebenso an wie der Gesellschaft für Naturwissenschaftliche Archäologie ARCHÄOMETRIE e.V.
Politisch wirbt Prange für ein Promotionsrecht an Fachhochschulen. Seit 2021 ist Prange Gutachter für den Wissenschaftsrat und Professorales Mitglied im Promotionskolleg NRW in der Abteilung Ressourcen und Nachhaltigkeit. Dadurch hat die Technische Hochschule Georg Agricola die Möglichkeiten Studierende bei Prange zu promovieren. Prange ist außerdem Projektmanagement-Fachmann und hat die Fachkunde für Strahlenschutz. Er ist dadurch Strahlenschutzbeauftragter der DMT-LB GmbH. Als Professor für Angewandte Materialwissenschaften lehrt Michael Prange schwerpunktmäßig über Metallurgie. Zu seinen regelmäßigen Vorlesungen gehören dabei die Werkstoffcharakterisierung, Schadenanalyse, Betriebsfestigkeitslehre und der Themenkomplex Korrosion und Tribosensibilität.
Michael Prange ist verheiratet und lebt in Wetter an der Ruhr.

## Forschung
Prange beschäftigt sich sowohl mit archäologischen Funden aus der Frühgeschichte des Bergbaus als auch mit der Entwicklung von High-Tech-Werkstoffen für die Industrie. Die Forschungsprojekte, an denen Prange maßgeblich beteiligt ist, reichen vom kupferzeitlichen Siedlungshügel in Magura, über prähistorische und antike Blei- und Silbergewinnung auf Ibiza bis zu Untersuchungen am sogenannten Kupferwrack im Greifswalder Bodden. Derzeit widmet sich Prange mit seinem Team außerdem der Frage nach dem tatsächlichen Ort der Varusschlacht. Besondere Aufmerksamkeit hat in den vergangenen Jahren auch die Frage nach der Konservierung von Kunststoffen, insbesondere bei Museumsobjekten, bekommen. Hier forscht Prange gemeinsam mit der Technischen Hochschule Georg Agricola im Auftrag des NRW-Wissenschaftsministeriums an Möglichkeiten, Objekte des Kulturerbes aus dem 19. Und 20. Jahrhundert vor dem Verfall zu schützen. Seit 2020 ist Prange Projektleiter des "Heritage Conservation Center Ruhr (hcc.ruhr)", einem Projekt, dass sich mit der Komplexität des Wissens über Erhaltungstechniken und Erhaltungsethik von Objekten der Industriekultur abzubilden und zu verbreiten beschäftigt.

## Publikationen (Auswahl)
- mit A. Hauptmann, C. Bendall, G. Brey, I. Dschapardize, I. Gambaschidze, Sabine Klein, T. Stöllner: Gold in Georgien. Analytische Untersuchungen an Goldartefakten und Naturgold aus dem Kaukasus und dem Transkaukasus. In: S. Hansen, A. Hauptmann, I. Motzenbäcker, E. Pernicka (Hrsg.): Von Majkop nach Trialeti – Gewinnung und Verbreitung von Metallen und Obsidian in Kaukasien im 4.–2. Jahrtausend v. Chr. (=Kolloquien zur Vor- und Frühgeschichte 13), Bonn, S. 139–160
- Das inka-zeitliche Kupferbergwerk bei El Abra. In: R. Slotta, I. Schnepel (Hrsg.): Schätze der Anden, Chiles Kupfer für die Welt, Bochum, S. 225–230.
- mit M. H. Hermanns, Ü. Yalcin: Pre-Roman mining on Ibiza. In: A. Hauptmann, D. Modarressi-Tehrani & M. Prange (Hrsg.): Archaeometallurgy in Europe III, Metalla Sonderheft 4, S. 132
- mit Thomas Stöllner, E. Breitenlechner, D. Fritzsch, A. Gontscharov, K. Hanke, D. Kirchner, K. Kovacs, M. Moser, K. Nicolussi, K. Oegg, Th. Pichler, S. Pils, H. Thiemeyer, P. Thomas: Ein Nassaufbereitungskasten vom Troiboden. In: Jahrbuch des Römisch-Germanischen Zentralmuseums, Nr. 57, 2010, S. 1–32
- Ergebnisse der ersten analytischen Untersuchungen der Goldmünzen. In: Neues Gold aus Kalkriese, VARUSSCHLACHT im Osnabrücker LandgGmbH – Museum und Park Kalkriese (Hrsg.), 2016
- mit S. Greiff, S., Hartmann, S., Derks, H. & Matz, Ch.: Römische Glasaugen aus Kalkriese – Herstellungstechniken, Material und die Frage der Funktion. In: Susanne Greiff, Frank Schlüter, Andreas Kronz u. Sabine Klein (Hrsg.), Archäometrie und Denkmalpflege 2021, METALLA Sonderheft 11, S. 32–34.
- Analisis arqueometricos sobre algunas ceramicas comunes de! pecio Tagomago 2 (Anexo). 2020. In: M. H. Hermanns J. R. Torres, Tagomago 2, un pecio de! siglo IV a.C. en la costa NE de Ibiza, Madrider Mitteilungen, Bd. 59 (2018), S. 253–258.